# Rue Jacques-Callot (Paris)
Pour les articles homonymes, voir rue Jacques-Callot.
La rue Jacques-Callot est une voie située dans le quartier de la Monnaie dans le 6e arrondissement de Paris.

## Situation et accès
La rue Jacques-Callot est desservie à proximité par la ligne 10 à la station Mabillon.
Elle se trouve dans le prolongement de la rue Guénégaud, cernée par les rues Mazarine et de Seine.

## Origine du nom
Elle porte le nom du graveur Jacques Callot (1592-1635). La plaque de la rue porte de façon erronée la mention « Jacques Callot, peintre et graveur », puisqu'on ne connaît aucune peinture qui puisse lui être attribuée, les seules peintures connues étant « d'après des gravures » de Jacques Callot[réf. nécessaire].

## Historique
La rue a été ouverte en 1912 sur l'ancien passage du Pont-Neuf datant de 1823 et qui reliait le no 44, rue Mazarine au no 45, rue de Seine.

## Bâtiments remarquables et lieux de mémoire
- No 1, se trouve l'immeuble d'ateliers livré en 1933[3], conçu par l'architecte Roger-Henri Expert, chef d’un atelier d'enseignement d’architecture à l’École des Beaux-Arts. L’association des élèves et anciens élèves de l’École, dite Grande Masse, est à l’initiative de la création de ce bâtiment[4]. Toujours tourné vers l’enseignement de l’architecture, ce bâtiment classé Monument historique[5] a successivement hébergé :
  - À partir de 1933, cinq ateliers extérieurs d’enseignement de l’architecture de l’École des Beaux-Arts (ENSBA),
  - En 1968, l’Unité pédagogique d’architecture no 2 (UPA 2), qui, en 1976, s’installe à Nanterre.
  - En 1976, l’Unité pédagogique d’architecture no 9 (UPA 9), qui devient en 1986 École d’architecture de Paris-la-Seine (EAPS), puis en 2005 ENSA de Paris-Val-de-Seine, et qui, en 2007, déménage quai Panhard-et-Levassor.
  - En 2007, l’ENSA de Paris-Malaquais qui occupe le site depuis.

- No 18, le restaurant La Palette classé Monument historique en 1984[6].
- Plusieurs galeries d'art sont situées dans la rue, dont la galerie de Darthea Speyer.
- Les sculptures Vénus des Arts (1992) d'Arman et Le Pied de Daniel Dewar et Grégory Gicquel se trouvent dans cette rue.

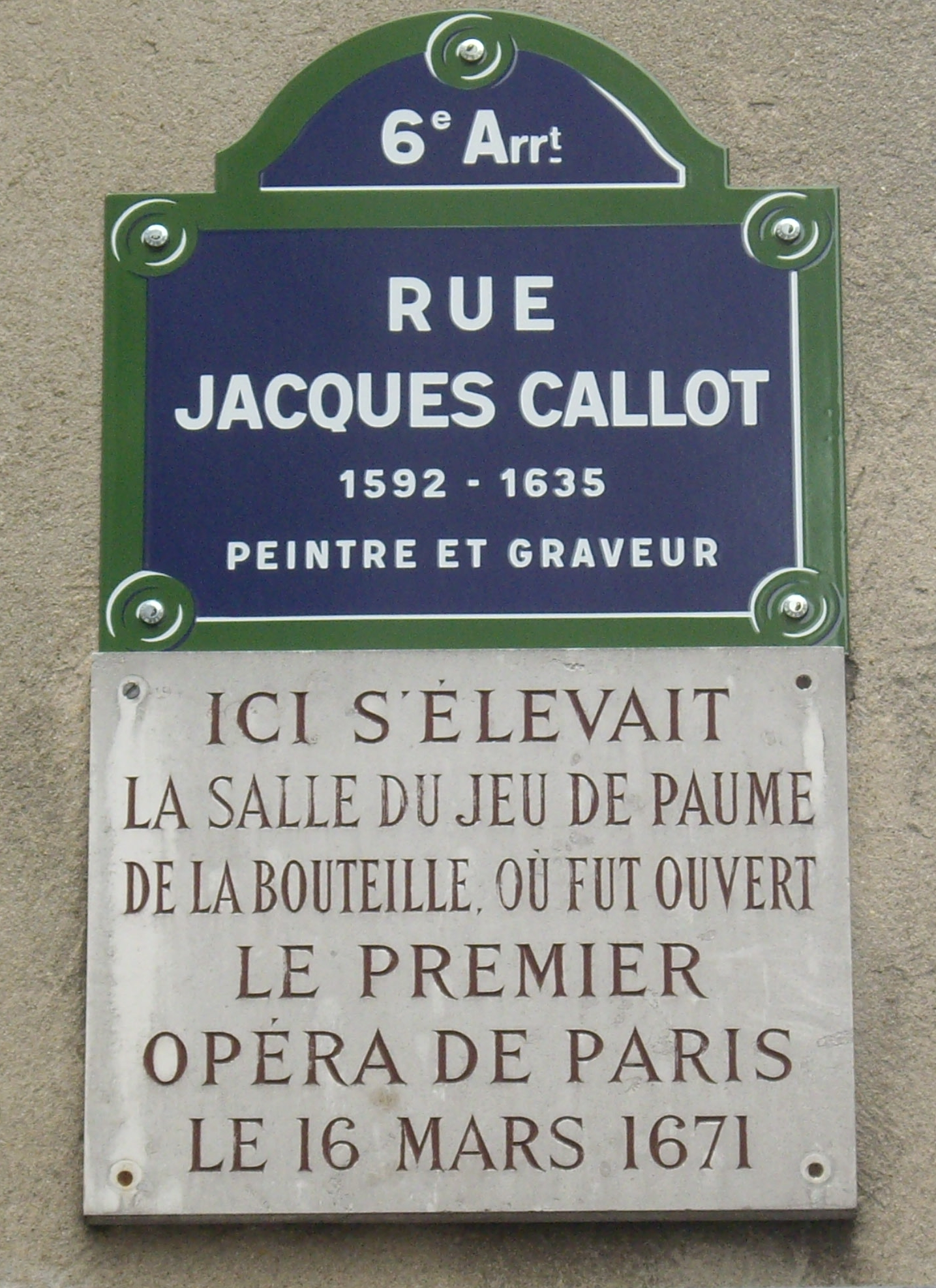
Plaque rappelant l'emplacement du jeu de paume de la Bouteille, au croisement avec la rue Mazarine.
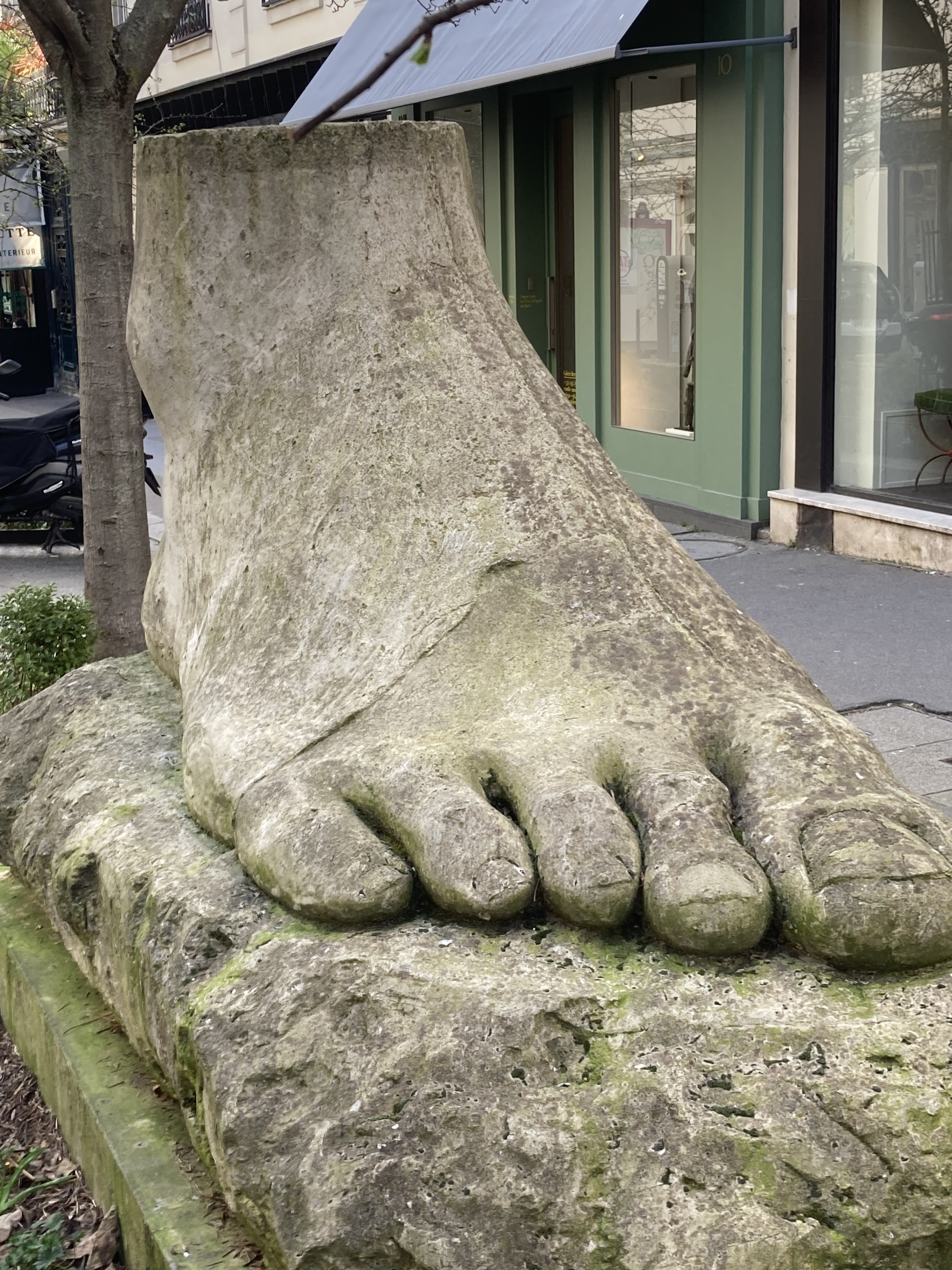
Le Pied, sculpture de Daniel Dewar et Grégory Gicquel.